# IC 4926
IC 4926 је елиптична галаксија у сазвјежђу Стријелац која се налази на листи објеката дубоког неба у Индекс каталогу.
Деклинација објекта је - 38° 34' 41" а ректасцензија 20h 0m 12,2s. Привидна величина (магнитуда) објекта IC 4926 износи 12,7 а фотографска магнитуда 13,7. IC 4926 је још познат и под ознакама ESO 339-18, MCG -6-44-5, PGC 63961.